# عشق ابدی است (فیلم ۱۹۸۲)
عشق ابدی است (انگلیسی: Love Is Forever) که با نام بازگشت هم شناخته می‌شود، یک فیلم درام ماجراجویانه به کارگردانی هال بارتلت است که در سال ۱۹۸۲ منتشر شد.

## گزیدهٔ بازیگران
- مایکل لندون[۱]
- لورا خمسر (با نام مستعار مویرا چن)
- یورگن پراخنو
- ادوارد وودوارد
- پریسیلا پرسلی
- گابریله تینتی